# Stundenbuch aus Paris (Coëtivy-Meister)

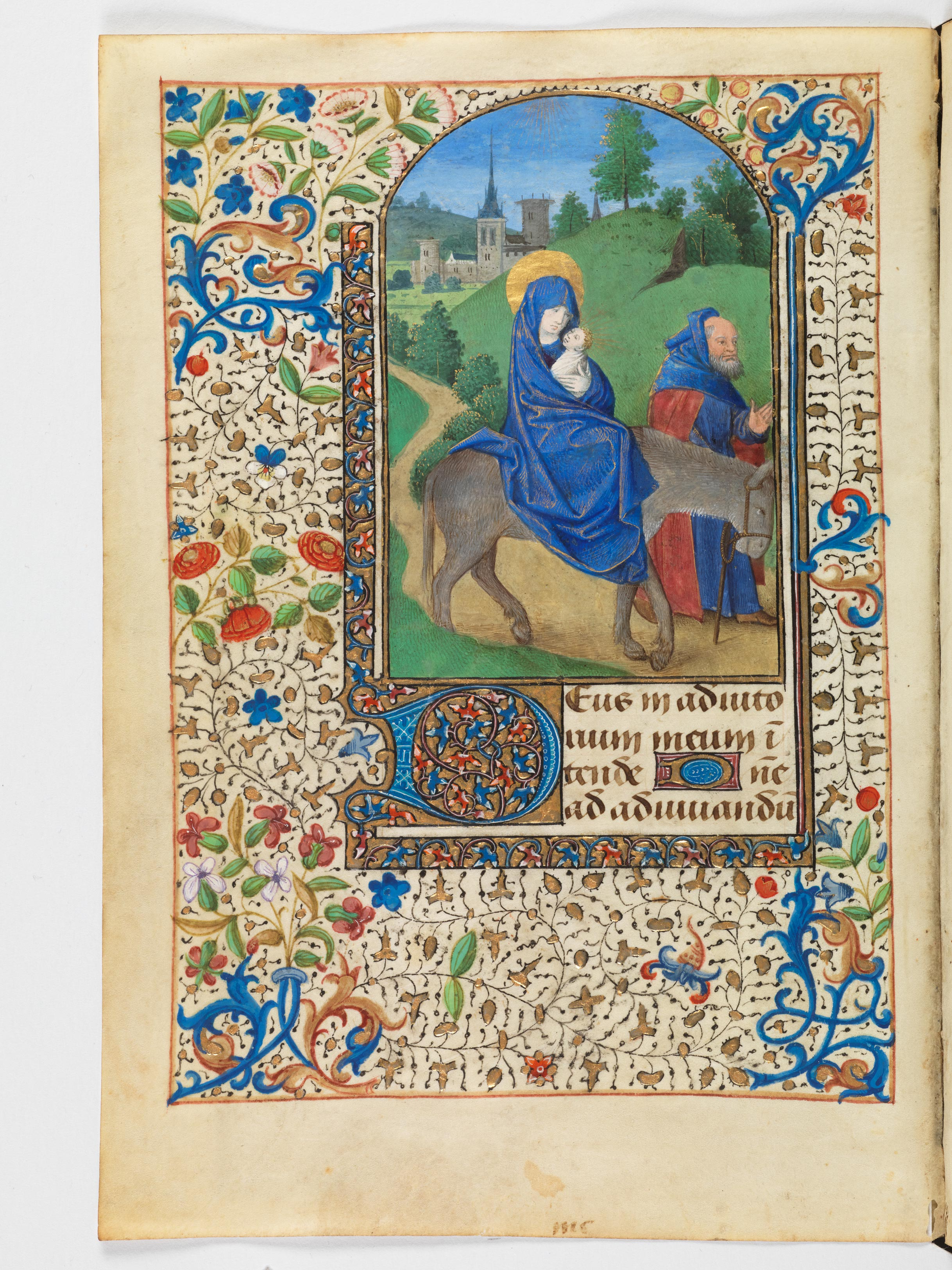
fol. 100v: Flucht nach Ägypten

Das Stundenbuch aus Paris, dessen Miniaturen größtenteils dem Meister von Coëtivy zugeschrieben werden, befindet sich in Privatbesitz. Es wird von der Virtuellen Handschriftenbibliothek der Schweiz e-codices unter der Signatur Utopia, armarium codicum bibliophilorum, Cod. 106 bereitgestellt. Das Stundenbuch ist zum größten Teil in Latein, enthält aber auch einige französische Gebete. Entstanden ist es um 1460 in Paris. Neben dem Meister von Coëtivy war vermutlich auch der Meister des Dreux Budé mit einigen Bildern daran beteiligt.

## Beschreibung des Codex
Die Handschrift, die 307 Blatt enthält und ein Format von 18,7 cm × 12,8 cm besitzt, ist gut erhalten geblieben. Bei der Schrift handelt es sich um eine schwungvolle Bastarda, die flämische Merkmale aufzeigt. Die originalen Buchdeckel sind in ein schwarzes Samtband des 16. oder 17. Jahrhunderts gehüllt worden. Die Tafeln zu den beweglichen Festtagen am Ende des Buches deuten darauf hin, dass das Buch um 1460 entstanden ist. Zudem deutet auch einiges darauf hin, dass dieses Buch aufgrund eines Todesfalls in Auftrag gegeben wurde, so zum Beispiel die Gestaltung der Toten-Miniatur, die herausgehobene Toten-Messe, das vollständig illustrierte Passions-Offizium sowie die erste Miniatur zum Gebet O beata mors. Der Auftraggeber hat wahrscheinlich in Paris gelebt, denn die Auswahl der Heiligen weist auf Paris hin. Zudem sind die Offizien für den Gebrauch in Paris ausgelegt und der Meister von Coëtivy sowie der Meister des Dreux Budé waren oft bei angesehenen Parisern angestellt.
Die Initialen sind in Blau, Rot und Gold gehalten. Oft findet man an der linken, unteren und oberen Seite Verzierungen. Es handelt sich hierbei um Dornenranken, Akanthus-Blatt und andere Blumen und Pflanzen. Die Dornenranken sind aus Blattgold. Vierzeilige Schmuckbuchstaben eröffnen wichtige Gebete. Weniger wichtige Texte wie Lesungen, Gesänge, Hymnen, ..., beginnen zweizeilig. Einige Fürbitten sind durch dreizeilige Initialen hervorgehoben. Einzeilige Initialen zu Versen und Responsorien haben einen rot-blau-weißen Hintergrund.

## Inhalt
Wie bei einem Stundenbuch üblich, findet man auch bei diesem Buch den gewohnten Inhalt wieder.
- Kalender (f. 1r-12v)
- Psalter des heiligen Hieronymus (f. 13r-29v)
- Gebet des Heiligen Bernhard (f. 29v-30v)
- Passions-Perikope (f. 31r-34r)
- Mariengebete (Stabat mater, Obsecro te, O intemerata, Ave cuius conceptio, Fünf Freuden Mariä, O beata mors) (f. 34r-53v)
- Marien-Offizium für den Gebrauch von Paris (f. 53r-111v):
- Heiliges Kreuz-Offizium (f. 112r-117v)
- Heiliges Geist-Offizium (f. 118r-123v)
- Busspsalmen mit Litanei (f. 124r-144v)
- Toten-Offizium (f. 145r-187r)
- Johannes Periskope (f. 187v-188v)
- Passions-Offizium (f. 189r-226v)
- Gebet an das Heilige Antlitz (f. 227r-228v)
- Beschreibung der Marien-Messe (f. 229r-237r)
- Toten-Messe (f. 237v-238v)
- Suffragiengebete (f. 239r-299r)
- Tafel zu den beweglichen Festen (f. 300r-306v)

## Illustrationen
Insgesamt sind 21 Miniaturen enthalten:
- Verkündigung (f.53r)
- Heimsuchung (f. 73v)
- Geburt Jesu (f. 83v)
- Verkündigung an die Hirten (f. 88v)
- Anbetung der drei Könige (f. 92v)
- Darbringung im Tempel (f. 96v)
- Flucht nach Ägypten (f. 100v)
- Marienkrönung (f. 107v)
- Kreuzigung – Jesus wird ans Kreuz genagelt (f. 112r)
- Pfingstwunder (f. 118r)
- David büßend vor dem Engel des Herrn (f. 124r)
- Begräbnisszene (f. 145r)
- Gebet am Ölberg (f. 189r)
- Gefangennahme Christi – Verrat des Judas (f. 195r)
- Jesus vor Kaiphas (f. 200r)
- Geißelung und Verspottung (f. 202v)
- Kreuztragung (f. 207r)
- Kreuzigung (f. 212r)
- Kreuzabnahme (f. 218r)
- Auferstehung (f. 222v)
- Veronika mit Grabtuch (f. 227r)

Der größte Teil dieser Miniaturen wurde vom Coëtivy-Meister gemalt. Anzumerken ist, dass einige Marien-Gesichter, so zum Beispiel auf 83v, 92v und 107r, merklich von der typischen Physiognomie des Coëtivy-Meisters abweichen.
Diese zweite Hand ist die des Meisters des Dreux Budé.

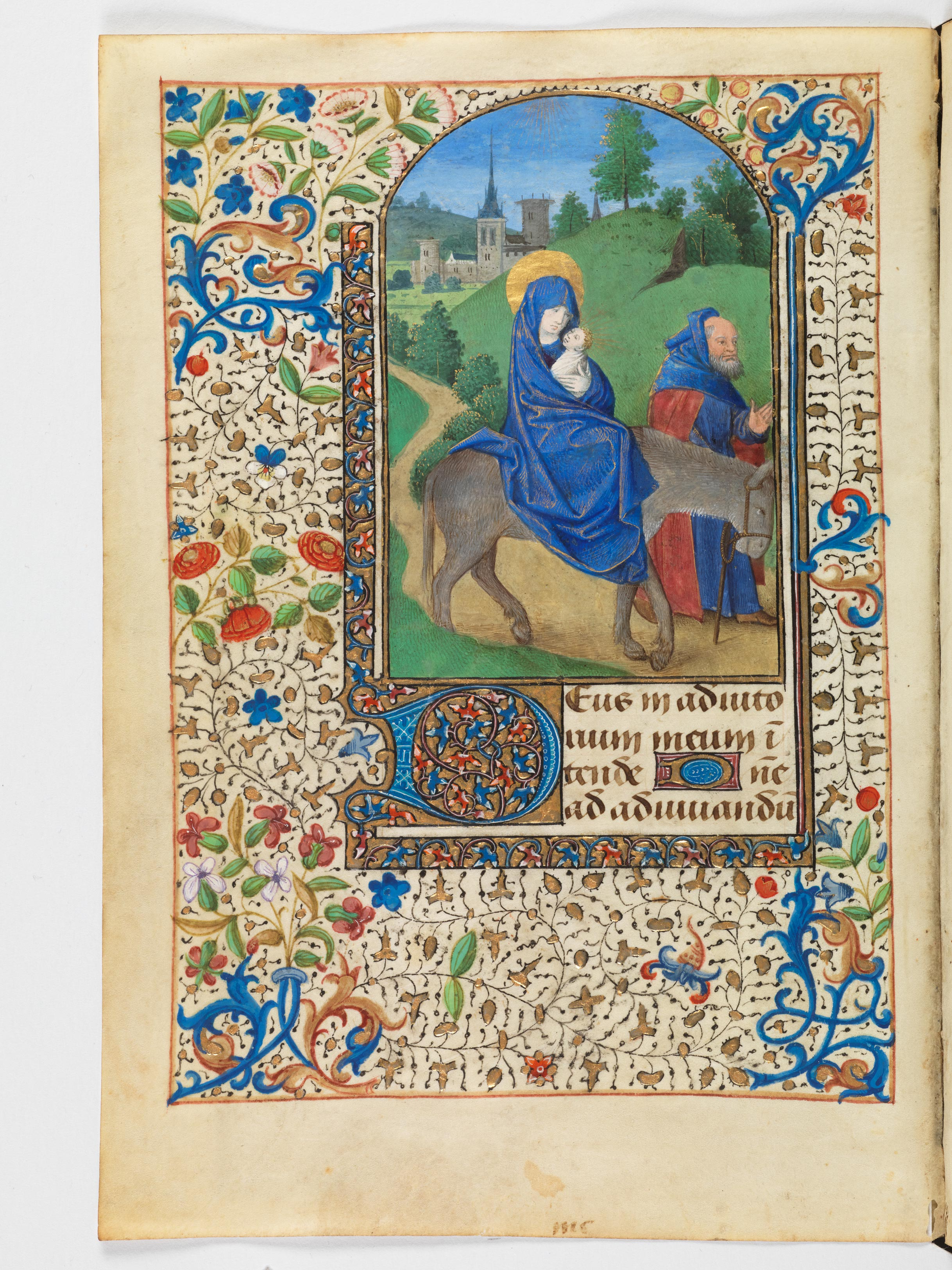
Flucht nach Ägypten
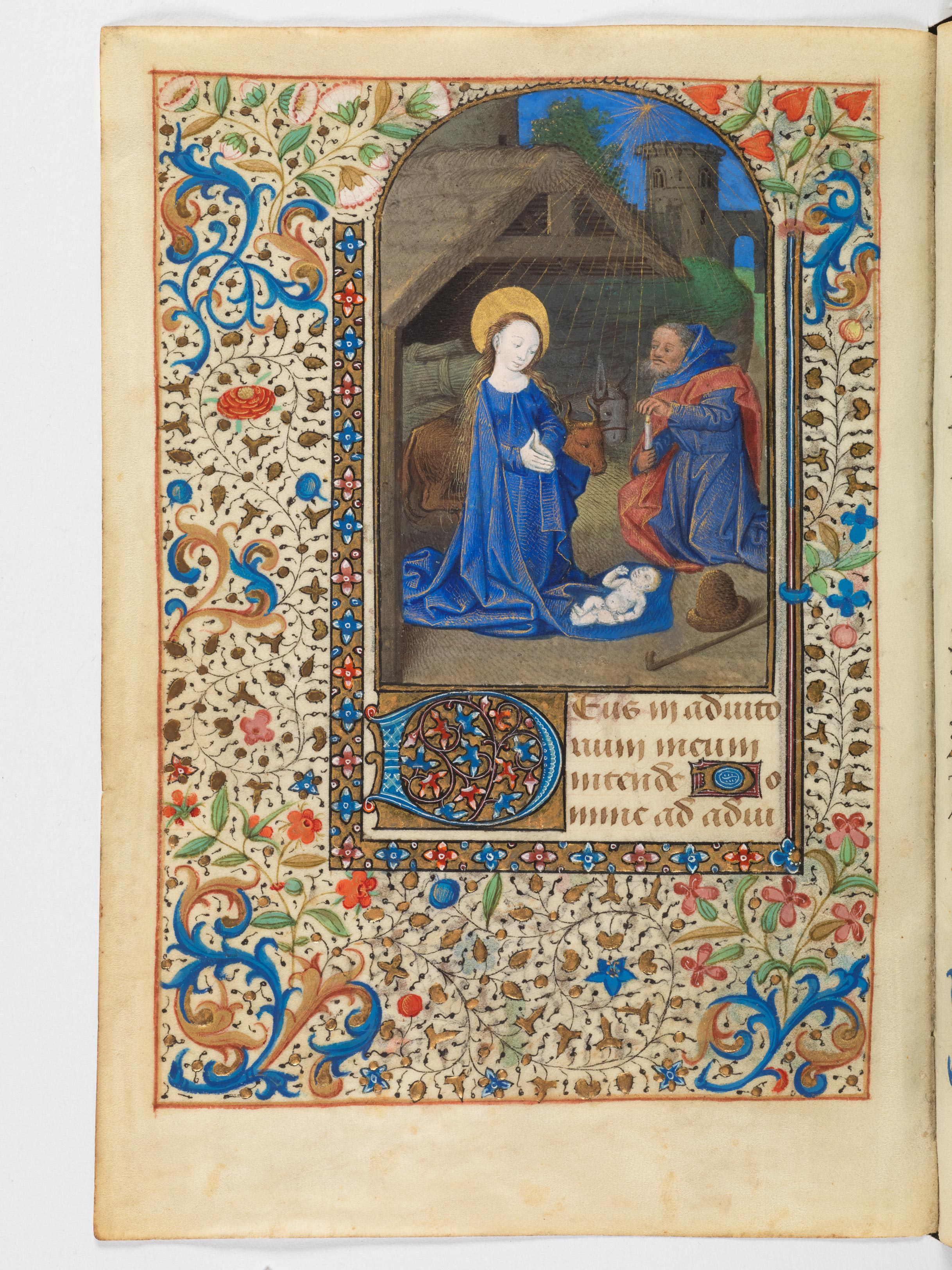
Geburt Jesu
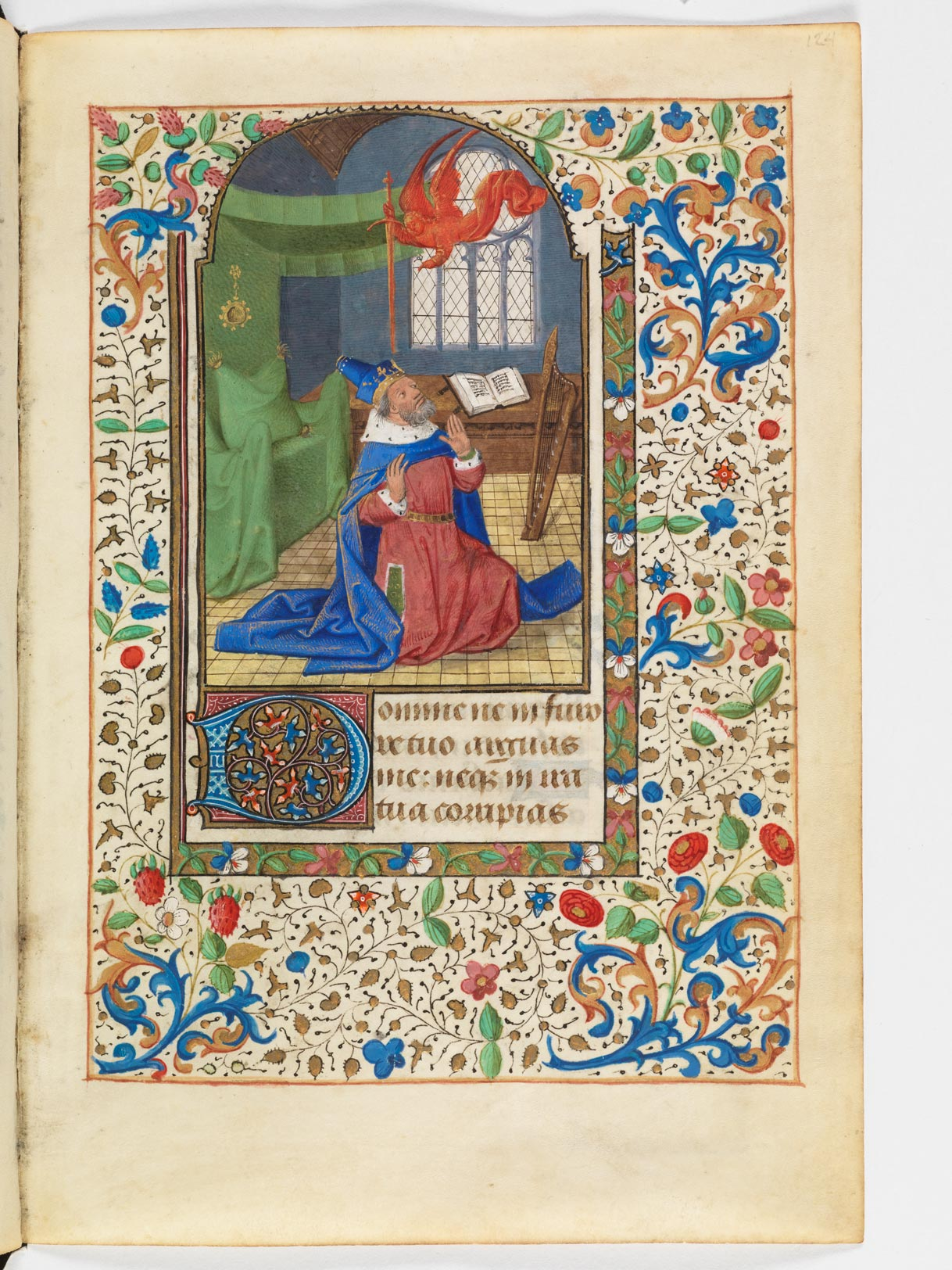
David büßend vor dem Engel des Herrn
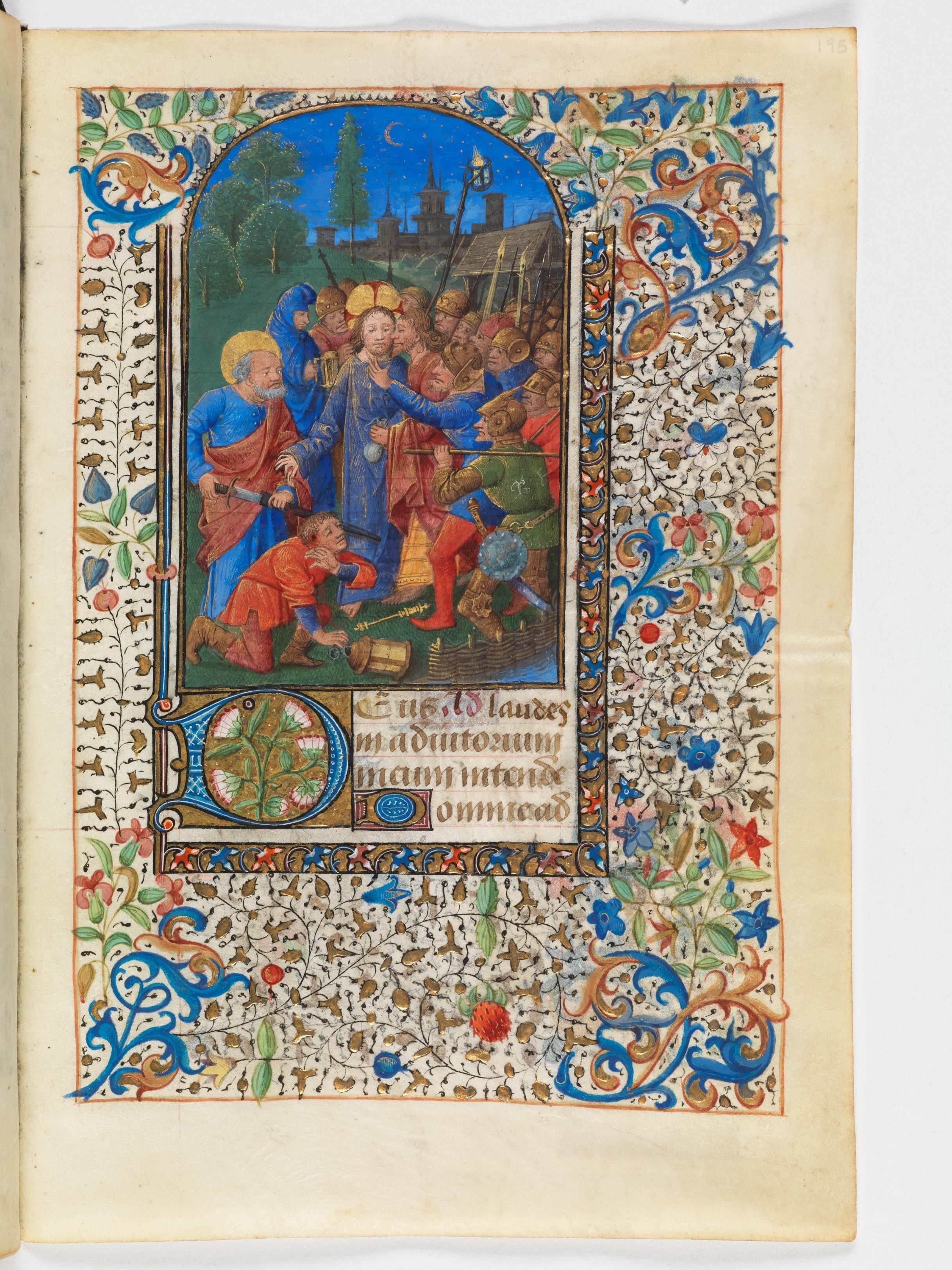
Gefangennahme Jesu
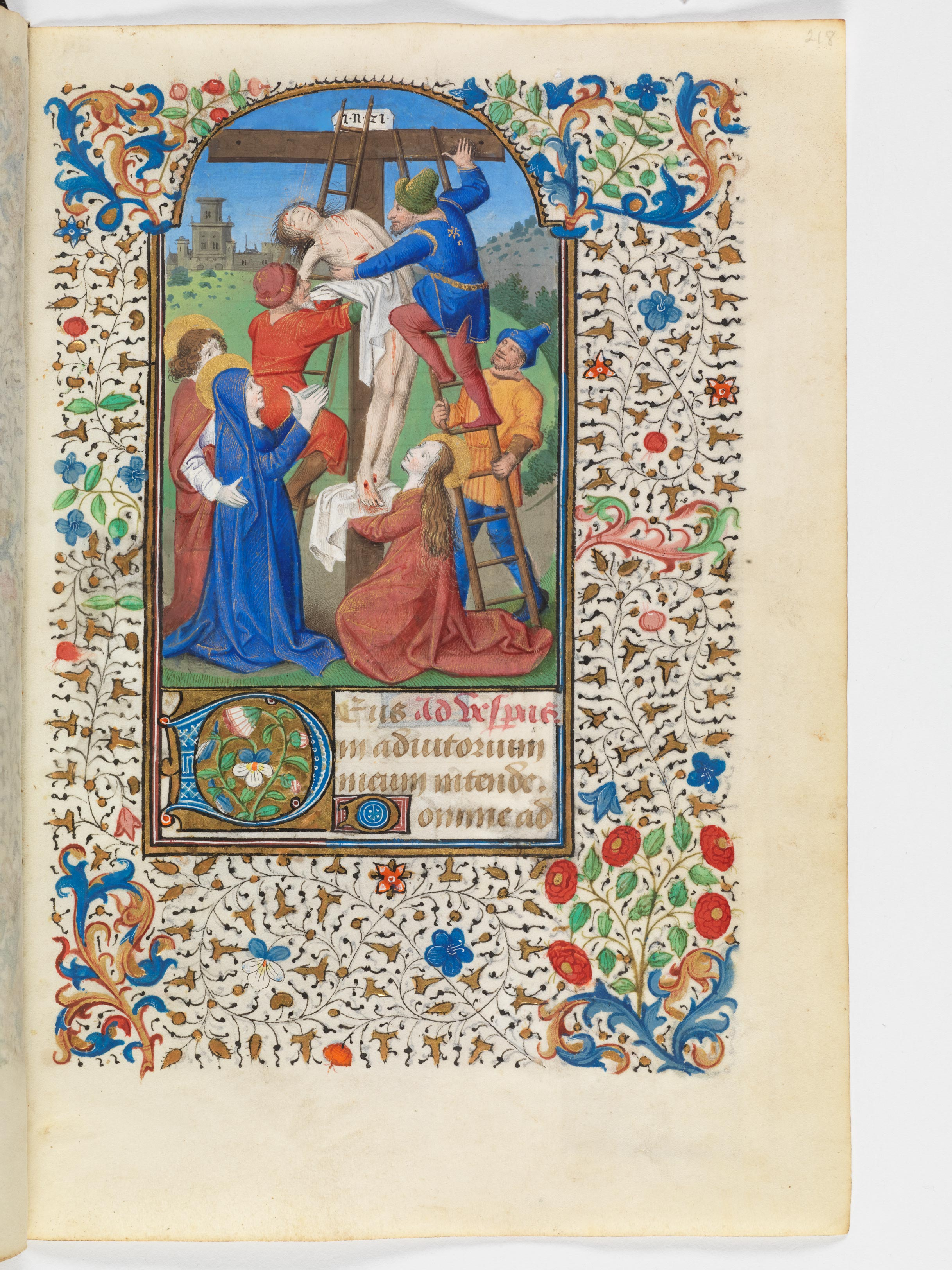
Kreuzabnahme